# Benoît Michaud
Pour les articles homonymes, voir Michaud.
Benoît Michaud (1902-1949) est un avocat, un notaire, un enseignant, un juge, un fermier et un homme politique canadien.

## Biographie
Benoît Michaud est né le 16 avril 1902 à Grand-Sault, au Nouveau-Brunswick. Son père est Louis Gonzague Michaud et sa mère est Émilia Ouellet. Il étudie à l'Université Sainte-Anne puis à l'Université du Nouveau-Brunswick, où il obtient une maîtrise en arts et un baccalauréat en droit. Il épouse Béatrice Clapperton le 20 juin 1938 et le couple a quatre enfants.
Il est membre du Comité permanent de la survivance française entre 1937 et 1946, membre de l'exécutif de l'Association acadienne d'éducation de 1938 à 1946. Il est aussi membre des Chevaliers de Colomb et de la Chambre de commerce de Campbellton.
Il est député de Restigouche à l'Assemblée législative du Nouveau-Brunswick de 1944 à 1945 en tant que libéral. Il est ensuite élu député de la circonscription fédérale de Restigouche—Madawaska le 11 juin 1945 et gagne les élections suivantes en 1949. Il meurt toutefois durant son mandat, le 29 août 1949.